# Kizuna (manga)
Pour les articles homonymes, voir Kizuna.
Kizuna (絆 KIZUNA～恋のから騒ぎ～, Kizuna: koi no kara sawagi) est un manga de la mangaka Kazuma Kodaka. Il est paru au Japon de 1992 à 2008 et en France chez l'éditeur Tonkam à partir de 2004 (11 tomes en août 2009).
L'intrigue mêle le monde du kendo et celui de la mafia japonaise, et leurs codes d'honneur respectifs.

## Synopsis
Kei Enjoji et Ranmaru Saméjima, étudiants, vivent en couple. La carrière de kendoka de Ranmaru a été stoppée par un attentat dont Enjoji était la cible. Ce dernier est le fils aîné et adultère d'un important chef mafieux. Les deux jeunes gens confrontent leurs caractères diamétralement opposés, mais surtout leur amour consolidé par l'accident.
Cependant, Kai Sagano, le demi-frère lycéen de Kei et héritier du yakuza, fugue et débarque dans leur vie, et pour compliquer le tout, est tombé amoureux de Ranmaru lors d'une rencontre dans un tournoi de kendo. En plus de s'incruster chez eux, il ramène avec lui des problèmes liés aux mafias de Tokyo qu'Enjoji a fui. Heureusement pour le jeune couple, Sagano est intimement lié au second de son père, le yakuza Araki Masa.